# جابرة (الصومعة)

تعديل مصدري - تعديل

جابرة هي إحدى قرى عزلة الصومعة بمديرية الصومعة التابعة لمحافظة البيضاء، بلغ تعداد سكانها 627 نسمة حسب تعداد اليمن لعام 2004.